# 건흥초등학교
건흥초등학교는 대한민국 경상남도 사천시 곤양면 검정1길 41 (검정리)에 있었던 공립 초등학교이다.

## 학교 연혁
- 1934년 3월 31일 곤양공립보통학교 부설 검정간이학교 설립인가
- 1944년 4월 18일 묵곡공립국민학교로 승격 개교
- 1946년 4월 1일 건흥국민학교로 개칭
- 1983년 3월 1일 병설유치원 개원
- 1996년 3월 1일 건흥초등학교로 개칭
- 1999년 9월 1일 곤양초등학교 통폐합